# The Predator (film)
The Predator è un film del 2018 diretto da Shane Black.
Il film è il quarto capitolo del franchise di Predator.

## Trama
Una nave Predator si schianta sulla Terra. Il cecchino dell'esercito americano Quinn McKenna e la sua squadra vengono attaccati dal Predator durante una missione di recupero di ostaggi. McKenna riesce a impadronirsi del casco e di un copribraccio del Predator e li invia al proprio domicilio per posta per dimostrare l'esistenza di vita extraterrestre. Quando il pacco arriva, il figlio autistico Rory lo apre e mette accidentalmente in funzione un dispositivo che innesca il ritorno degli alieni sulla terra.
Per volere dell'agente governativo Will Traeger, McKenna viene catturato e trattenuto per un esame. Traeger porta anche il Predator in un laboratorio per la sperimentazione e l'osservazione, reclutando la biologa evoluzionista Casey Bracket per studiarlo. Bracket scopre che il Predator contiene DNA umano come parte del proprio patrimonio genetico e suo compito principale è scoprire perché. Il Predator si sveglia, si libera e uccide sia i lavoratori del laboratorio sia le guardie armate, ma risparmia Bracket, l'unica persona disarmata, prima di scappare.
McKenna è portato via con un gruppo di altri prigionieri del governo, tra cui l'ex marine Gaylord "Nebraska" Williams, Coyle, Baxley, Lynch e il pilota di elicotteri dell'esercito Nettles. Assistendo alla fuga del Predator dal laboratorio, dirottano l'autobus prendendo Bracket con loro, si dirigono verso la moglie separata di McKenna, Emily, dove si aspettano di trovare l'armatura Predator spedita. Tuttavia, Rory, il figlio autistico di McKenna, ha usato i pezzi di armature per vestirsi durante Halloween.
McKenna trova suo figlio giusto in tempo per impedire a una coppia di cani Predator di tendere un'imboscata al ragazzo. Il Predator li insegue in una scuola vicina e iniziano a restituire l'armatura del Predator quando arriva un altro Predator, molto più grande e potente, che ingaggia il primo in combattimento. Il gruppo fugge e il secondo Predator uccide il primo prima di partire per recuperare le parti della tecnologia perduta.
Bracket conclude che i Predator stanno tentando di migliorare se stessi con il DNA degli umani e, presumibilmente, degli abitanti di altri pianeti. Lei afferma che il Predator più grande genera un esoscheletro che lo rende altamente resistente ai danni, anche dalle armi della tecnologia Predator. Il team fugge in un fienile abbandonato, ma Traeger li trova e li cattura, e condivide la sua ipotesi secondo cui i Predator prevedono che il cambiamento climatico porrà fine alla loro capacità di recuperare il DNA umano per un'ulteriore ibridazione, e come tali stanno cercando di recuperare campioni prima che sia troppo tardi. Vedendo Rory disegnare una mappa per l'astronave, Traeger porta via il ragazzo per andare alla nave. La squadra scappa e lo insegue.
Una volta che tutti sono arrivati alla nave precipitata, arriva il secondo Predator, uccide Lynch e spiega tramite un software di traduzione che distruggerà la nave per tenerla lontana dalle loro mani e quindi dare loro un vantaggio prima che gli dia la caccia. Il Predator uccide rapidamente diversi soldati di Traeger mentre ferisce mortalmente sia Baxley che Coyle, che poi si sopprimono a vicenda. Traeger cerca di usare un'arma Predator sull'alieno, ma nel processo si uccide accidentalmente.
Il Predator prende Rory, riconoscendo il suo autismo come un progresso nell'evoluzione umana che lo rende un soggetto degno di ibridazione, e vola via con la sua nave. McKenna, Nebraska e Nettles atterrano all'esterno della nave, ma il Predator attiva un campo di forza che taglia le gambe di Nettles uccidendolo. Nebraska si sacrifica e scivola nella turbina della nave, facendola schiantare. McKenna si intrufola nella nave mentre si schianta e attacca il Predator. Dopo lo schianto, arriva Bracket, e i tre riescono a sopraffare e uccidere il Predator con le proprie armi.
Qualche tempo dopo, McKenna e Rory vengono visti in un laboratorio di scienze mentre guardano l'apertura del carico trovato sulla nave del Predator, che uno scienziato indica è stato lasciato apposta. Un pezzo di tecnologia fluttua e si attacca a un lavoratore di laboratorio, lavorando come una tuta trasformativa "Predator killer" prima di disattivarsi.

## Produzione
Le riprese del film sono iniziate il 20 febbraio 2017. Delle riprese aggiuntive per modificare gran parte della terza parte del film, sono state effettuate nel marzo 2018.
Il budget del film è stato di 88 milioni di dollari.

## Promozione
Il primo trailer del film viene diffuso il 10 maggio 2018, mentre il secondo il 26 giugno seguente.

## Distribuzione
La pellicola, inizialmente programmata per il 2 marzo 2018 poi per il 9 febbraio e per il 3 agosto, è stata distribuita nelle sale cinematografiche statunitensi a partire dal 14 settembre 2018 ed in quelle italiane dall'11 ottobre.

## Accoglienza

### Incassi
The Predator ha incassato 51 milioni di dollari nel Nord America e 109,5 nel resto del mondo, per un totale di 160,5 milioni in tutto il mondo.

### Critica
Sull'aggregatore Rotten Tomatoes il film riceve il 33% delle recensioni professionali positive su 290 critiche, mentre su Metacritic ottiene un punteggio di 48 su 100 basato su 49 critiche.

## Sequel
Durante il San Diego Comic-Con International del 2018, il produttore John Davis ha annunciato che il progetto prevede la realizzazione di una trilogia, sempre con Shane Black alla regia, ma tutto dipende dal successo del primo film.